# Amitermitinae
Amitermitinae es una subfamilia de termitas, que contiene los siguientes géneros:

## Géneros
- Ahamitermes - Amitermes - Amphidotermes - Cephalotermes - Cylindrotermes - Drepanotermes - Eremotermes - Globitermes - Gnathamitermes - Incolitermes - Invasitermes - Labritermes - Microcerotermes - Orientotermes - Prohamitermes - Pseudhamitermes - Pseudomicrotermes - Synhamitermes